# Adam Willem Haksteen

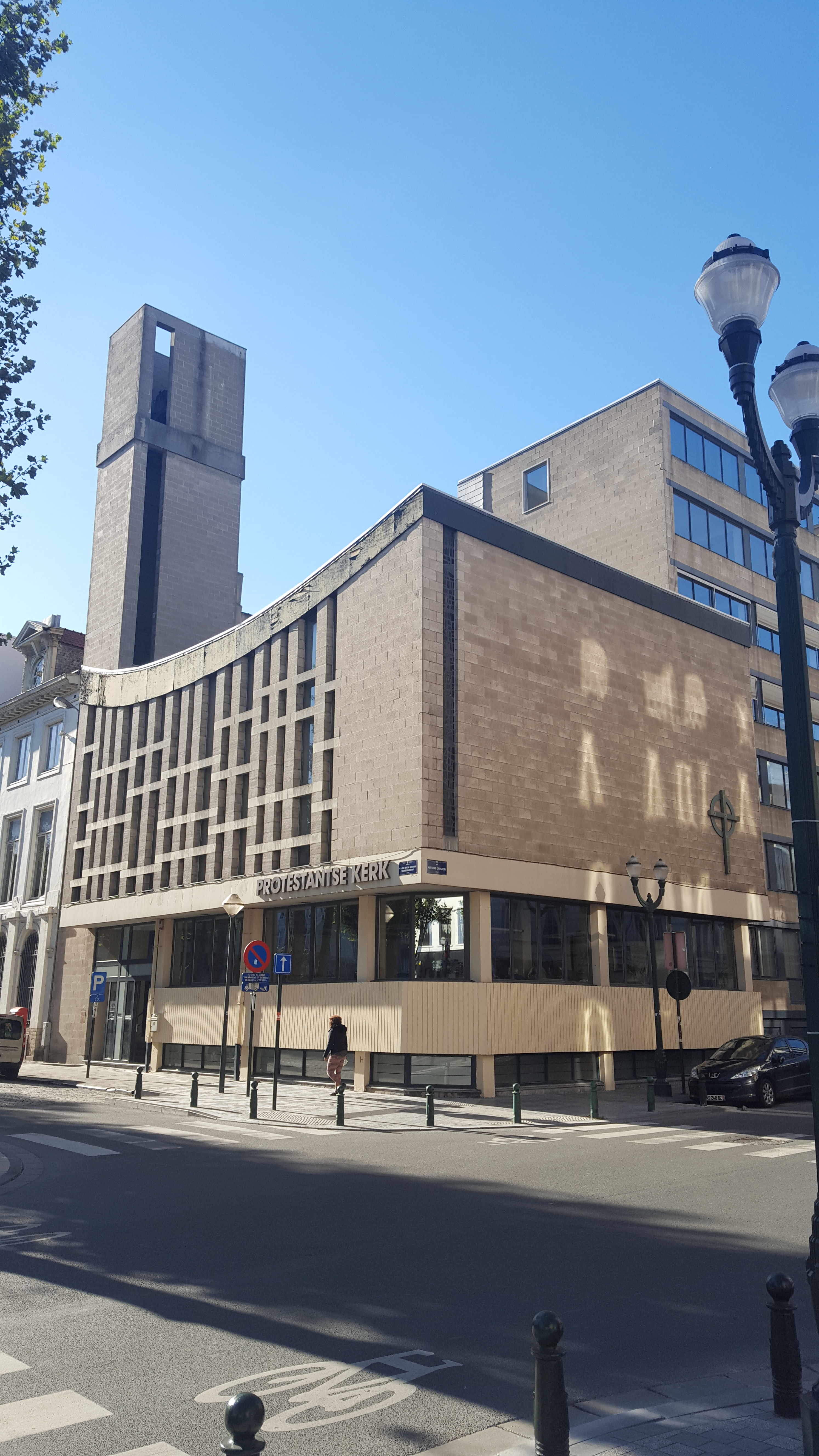
Huidige protestantse kerk aan de Nieuwe Graanmarkt in Brussel.

Adam Willem Haksteen (Amsterdam, 5 juli 1833 – Haarlem, 24 april 1918) was een Nederlandse dominee met zendelingenwerk in België en Noord-Frankrijk.

## Levensloop
Haksteen groeide op in Amsterdam. Hij studeerde protestantse theologie in Amsterdam, waarna hij zich aanbod voor zendelingenwerk in België. Hij vestigde zich in het dorpje Sint-Joris-Weert, bij Leuven (1857), waar een kleine gemeente woonde. Bij zijn prediking in Leuven ondervond dominee Haksteen zware Rooms-katholieke tegenkanting. Dit werd hem te zwaar en vanaf 1865 combineerde hij zijn pastoraal werk in Leuven met dat in Kortrijk.
Gentse textielarbeiders, veelal protestanten, weken uit naar Noord-Frankrijk in de jaren 1860. Dit had te maken met verminderde katoenaanbod omwille van de Amerikaanse Burgeroorlog. In Noord-Frankrijk vonden ze werk in de opkomende staalindustrie. In de stad Roubaix, in het Noorderdepartement, vroeg de protestantse gemeente of de gedreven dominee uit Kortrijk kon overkomen. Van 1866 tot 1881 was Haksteen dominee in Roubaix en in het nabije Rijsel. Hij organiseerde zijn prediking op talrijke plekken waar arbeiders van Vlaamse en Hollandse origine woonden. Van 1881 tot 1895 verlegde hij zijn zendelingenwerk naar Brussel, waar hij meerdere wijken van Brussel bezocht. 
Na 40 jaar zendelingswerk (1895) trokken hij en zijn 2e echtgenote Sophia Frederika Krauss (1835-1915) zich terug in Haarlem, waar hij later stierf (1918).
Dominee Haksteen was bekend bij de Vlaamse protestanten omdat hij regelmatig artikels publiceerde in het tijdschrift Vlaemsche Evangeliebode (1862-1882).